# Євгеній I
Євгеній I або Євген I (лат. Eugenius; ? — 2 червня 657, Рим) — сімдесят п'ятий папа Римський (10 червня 654—2 червня 657), народився у Римі, з роду Руфініанів.

## Біографія
Обраний папою після зміщення та вигнання папи Мартина I імператором Константом II, продовжив боротьбу з монофелітами. 

## Канонізація
Визнаний Християнською церквою святим. День Пам'яті - 2 червня.